# Stelzen (Gattung)
Die Stelzen (Motacilla) sind eine Singvogelgattung aus der Familie der Stelzen und Pieper. Sie umfasst elf – oder nach neuester Auffassung zwölf – Arten und ist vorwiegend in der Alten Welt verbreitet. Acht (bzw. neun) Arten kommen in Eurasien und Nordafrika, vier in Subsahara-Afrika vor. Lediglich im äußersten Westen Alaskas konnten über die Beringstraße hinweg Populationen der Bach- und der Schafstelze auch in der Neuen Welt Fuß fassen.
Die ältesten fossilen Funde unbestimmter Stelzenarten stammen aus dem späten Miozän in Ungarn und dem späten Pliozän in Bulgarien.

## Merkmale

Die drei Schirmfedern der Stelzen sind deutlich verlängert, so dass sie beim zusammengelegten Flügel die übrigen Schwingen komplett verdecken.

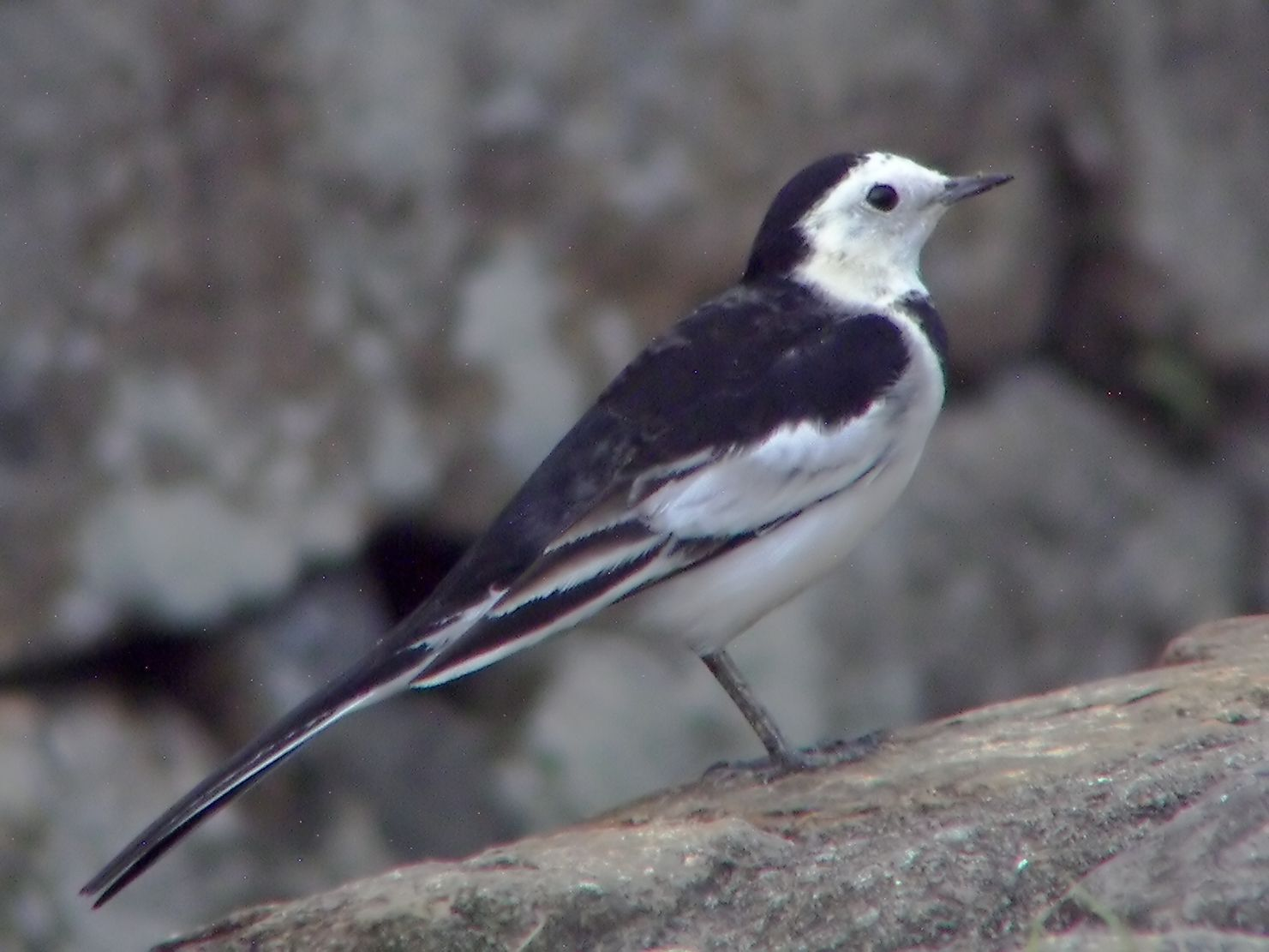
Bei dieser Bachstelze der Unterart M. a. leucopsis sind die verlängerten Schirmfedern sehr gut sichtbar.

Stelzen sind kleine bis mittelgroße Singvögel mit langen bis sehr langen Schwänzen, mit denen beständig wippende Bewegungen ausgeführt werden. Der Körperbau ist lang und schlank, der Hals kurz und der Kopf verhältnismäßig klein und rund. Der relativ dünne und spitze Schnabel zeigt eine leichte Erhebung über den unbefiederten Nasenlöchern. Die Beine sind lang und schlank, die Füße recht langzehig mit mehr oder weniger stark ausgeprägter Hinterkralle. Der Handflügel besteht aus 10 Schwingen, von denen die äußere sehr klein und schmal ist und meist unter der neunten, ebenfalls recht klein ausfallenden Handdecke verborgen liegt. Die Schirmfedern sind stark verlängert und bedecken beim zusammengelegten Flügel die Schwingen zu einem großen Teil oder sogar komplett. Das Gefieder ist bei vielen Arten insbesondere im Prachtkleid sehr kontrastreich gefärbt und zeigt dann überwiegend schwarze, weiße, gelbe oder graue Partien. Im Winter- und Jugendkleid sind die Vögel meist unauffälliger. Der Flügel zeigt zumeist deutliche helle Binden oder Felder, die Schirmfedern sind auffällig hell gesäumt. Die Schwanzaußenseiten sind auffällig weiß, da die äußeren zwei oder drei Steuerfederpaare höchstens an der Basis dunkle Partien aufweisen.
Die meisten Arten mausern zweimal im Jahr. Das Prachtkleid unterscheidet sich meist deutlich vom Ruhekleid, lediglich bei den Arten mit nur einer Jahresmauser fällt dieses Merkmal weg. Das Jugendkleid ist gut von allen anderen Kleidern zu unterscheiden. Das Kleid der Jungvögel im ersten Winter ist dem adulten Winterkleid meist recht ähnlich, aber aufgrund geringfügiger Unterschiede im Bereich des Flügels gut anzusprechen.
Im Unterschied zur Baumstelze (Dendronanthus indicus), die bereits mit der Jugendmauser ins Adultkleid wechselt, mausern die meisten Stelzenarten im Alter von 14 bis 15 Monaten in einer Postnuptialmauser ins Adultkleid. Ein Geschlechtsdimorphismus ist bei den meisten Arten vorhanden, aber nicht sehr ausgeprägt. Im Jugend- und im ersten Winterkleid ist eine Geschlechtsbestimmung anhand des Gefieders meist nicht möglich.
Stelzen bewegen sich auf dem Boden laufend fort, nur gelegentlich werden kurze Sprünge oder Fangflüge eingeschoben. Dabei wird der Kopf nystagmisch vor- und zurückbewegt, der Schwanz führt auf- und abwippende Bewegungen aus. Der Flug ist wellenförmig. Auf kurze, fallende Strecken mit angelegten Flügeln folgen flatternde Aufwärtsbewegungen.

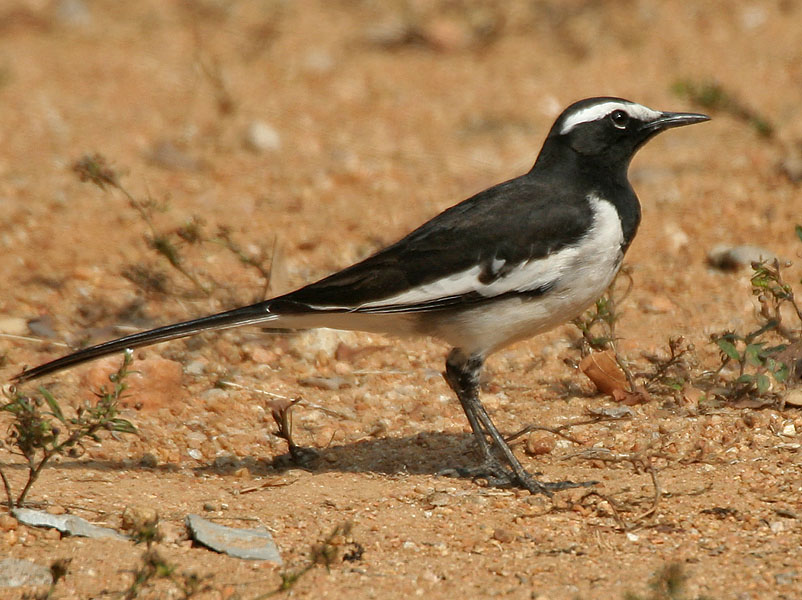
Mamulastelze
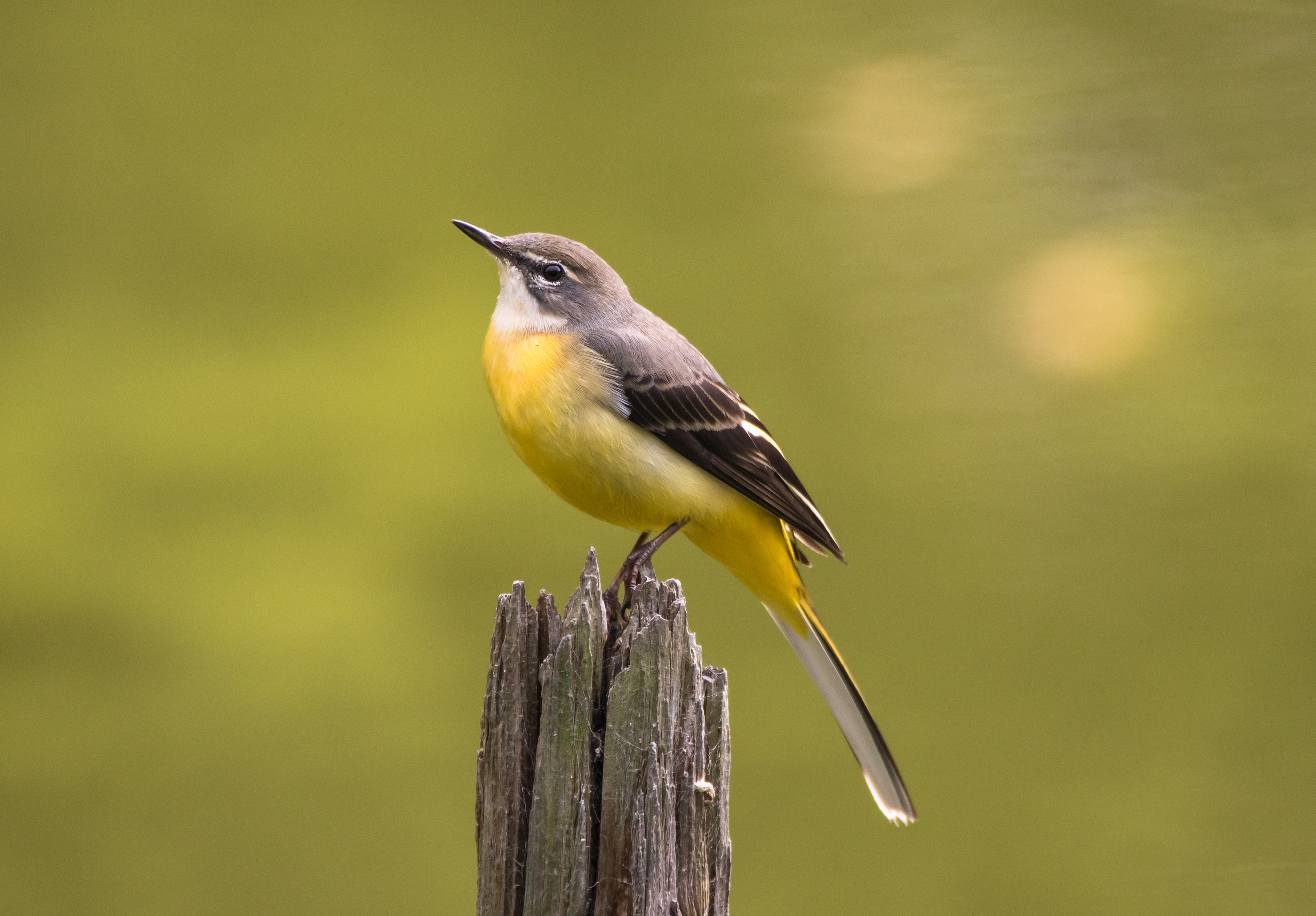
Gebirgsstelze
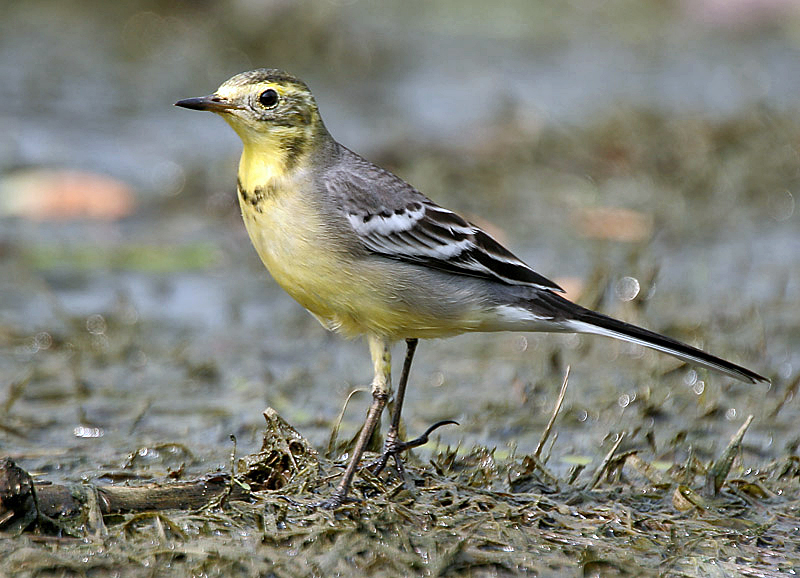
Zitronenstelze, Ruhekleid
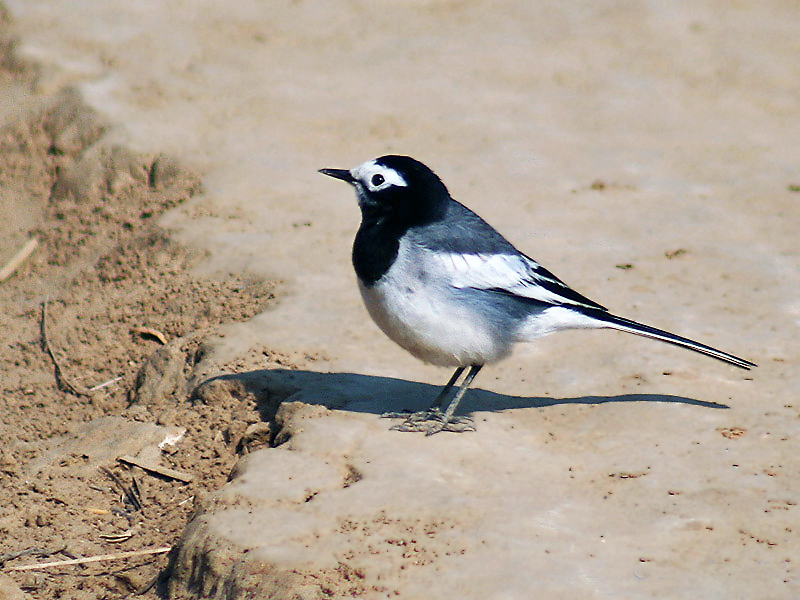
Bachstelze der Unterart M. a. personata

## Stimme
Der Gesang ist meist nicht sehr lang und baut oft auf den arttypischen Rufen auf. Einige Arten zeigen aber auch einen recht komplexen Gesang. Die meist kurzen, einfachen Rufe werden im Flug oder vom Boden aus vorgetragen. Das Repertoire ist meist klein, aber die Alarmrufe unterscheiden sich deutlich von den Kontakt- und Flugrufen.

## Lebensweise und Verhalten
Stelzen kommen in zahlreichen Biotopen offener und halboffener Landschaften von der Ebene bis ins Hochgebirge vor. Viele Arten findet man bevorzugt in Gewässernähe, einige sind weitgehend an Binnengewässer gebunden. Mehrere Arten sind Kulturfolger, die wenig Scheu vor dem Menschen zeigen und auch innerhalb von Siedlungen brüten. Die meiste Zeit verbringen Stelzen auf dem Boden, sitzen aber auch oft erhöht auf Warten. Zur Brutzeit trifft man sie oft einzeln oder paarweise an, die meisten Arten sind sehr territorial. Im Winter bilden sich jedoch oft Schwärme und Schlafgesellschaften, die bei manchen Arten tausende von Individuen umfassen können.
Die meisten Stelzen sind Zugvögel. Während es sich bei jenen der gemäßigten Zonen um Mittel- bis Langstreckenzieher handelt, sind die tropischen Arten Kurzstreckenzieher oder Standvögel.

## Verbreitung
Bis auf kleine Vorkommen der Bach- und der Schafstelze im äußersten Westen Alaskas ist das Vorkommen der Gattung auf die Alte Welt beschränkt. Acht Arten bewohnen Eurasien, vier kommen in Afrika vor. Bach-, Schaf- und Gebirgsstelze sind transpaläarktisch verbreitet, das Vorkommen der letzteren Art zerfällt dabei in zwei große und mehrere kleinere Teilareale. Die Zitronenstelze besiedelt große Teile West- und Mittelasiens. Die Mamulastelze kommt auf dem gesamten indischen Subkontinent vor und die Japanstelze in Japan sowie eventuell in Teilen Koreas. Die erst 2001 beschriebene Mekongstelze ist in einem sehr kleinen Areal in Nordost-Kambodscha und Süd-Laos endemisch. Witwen-, Kap- und Langschwanzstelze besiedeln große Teile Subsahara-Afrikas, das Areal der letzteren ist allerdings sehr lückenhaft. Die Madagaskarstelze kommt ausschließlich auf Madagaskar vor.

## Systematik
Die phylogenetischen Beziehungen zwischen den Arten der Gattung Motacilla wie auch deren Anzahl waren lange Zeit umstritten und bedürfen auch heute noch weiterer Untersuchungen. Insbesondere die beiden transpaläarktisch verbreiteten Formen Schaf- und Bachstelze variieren geografisch stark und die phylogenetischen Beziehungen der Unterarten sind sehr komplex. So wurde zeitweise von einigen Autoren insbesondere den Unterarten M. flava lutea, M. f. feldegg und M. f. taivana sowie M. alba lugens und M. a. personata Artstatus eingeräumt. Andererseits betrachtete man die Witwenstelze (M. aguimp) und die Japanstelze (M. grandis) lange Zeit als Unterarten der Bachstelze. Es wurden zudem zahlreiche Versuche unternommen, Arten aufgrund morphologischer Vergleiche zu Superspecies oder Subgenera zusammenzufassen oder in eigene Gattungen auszugliedern – so beispielsweise Schaf- und Zitronenstelze in eine Gattung Budytes, die Kapstelze in Psomophilus, die Witwenstelze in Aguimpa oder die Langschwanzstelze in Atolmodytes.
Neuere molekulargenetische Untersuchungen führen zu widersprüchlichen Ergebnissen. So stimmen die Ergebnisse der Untersuchungen mitochondrialer und nukleärer DNA nicht überein. Dies mag zum einen daran liegen, dass die Aufspaltung der Gattung und der Arten erst in jüngerer Zeit erfolgte, so dass sie sich in der mitochondrialen DNA noch nicht niederschlagen konnte, zum anderen aber daran, dass Hybridisierung die Ergebnisse verfälscht. Weitere Analysen morphologischer und stimmlicher Merkmale legen aber nahe, dass die Verwandtschaftsverhältnisse durch die nukleäre DNA gut abgebildet werden (vereinfachte Darstellung):

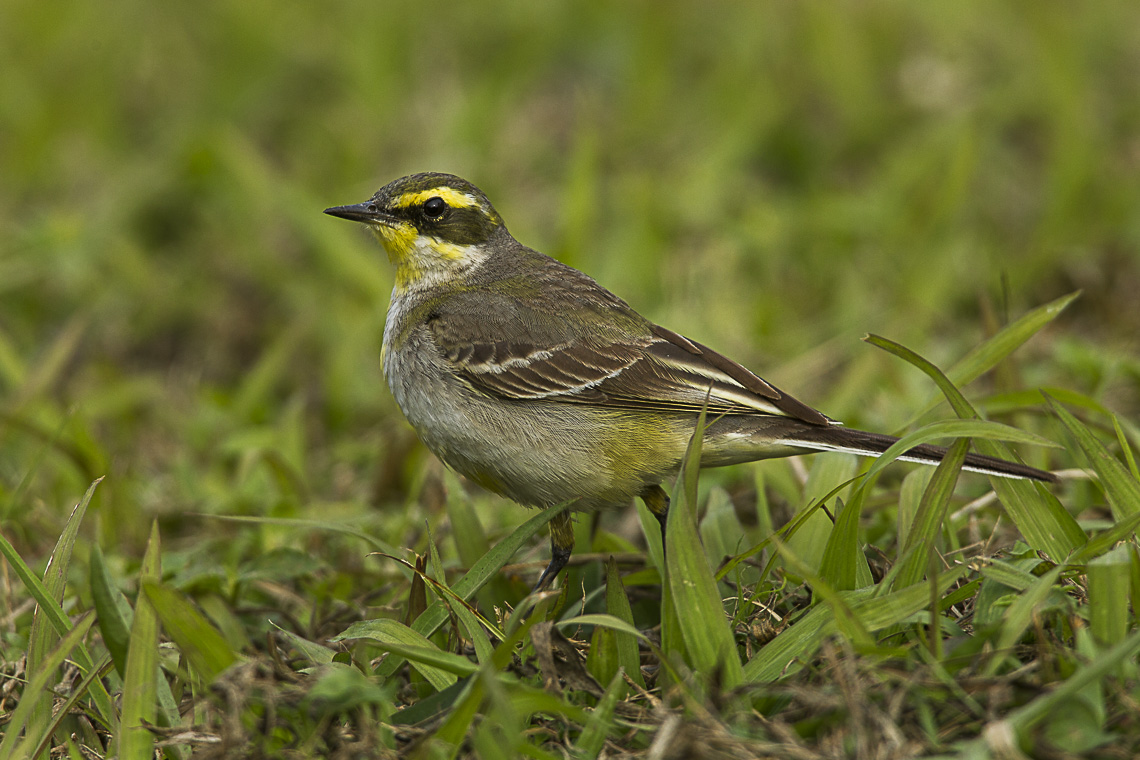
Tschuktschenstelze (M. tschutschensis)

|  | Feldsperling (Passer montanus)       |
|  |                                      |
|  | Heckenbraunelle (Prunella modularis) |
|  |                                      |

|                         | Madagaskarstelze (M. flaviventris)      |
|                         |                                         |
|                         | Kapstelze (M. capensis capensis)        |
|                         |                                         |
|                         | Langschwanzstelze (M. clara torrentium) |
| Vorlage:Klade/Wartung/3 |                                         |

|  | Gebirgsstelze (M. cinerea cinerea)     |
|  |                                        |
|  | Tschuktschenstelze (M. tschutschensis) |
|  |                                        |

|                         | Madagaskarstelze (M. flaviventris)      |
|                         |                                         |
|                         | Kapstelze (M. capensis capensis)        |
|                         |                                         |
|                         | Langschwanzstelze (M. clara torrentium) |
| Vorlage:Klade/Wartung/3 |                                         |

|  | Gebirgsstelze (M. cinerea cinerea)     |
|  |                                        |
|  | Tschuktschenstelze (M. tschutschensis) |
|  |                                        |

|  | Zitronenstelze (M. citreola calcarata) |
|  |                                        |
|  | Zitronenstelze (M. citreola citreola)  |
|  |                                        |

|                                                 | Japanstelze (Motacilla grandis) 1         |
|                                                 |                                           |
|                                                 | Mamulastelze (Motacilla maderaspratensis) |
|                                                 |                                           |
|                                                 | Mekongstelze (M. samveasnae)              |
|                                                 |                                           |
|                                                 | Witwenstelze (M. aguimp vidua)            |
| Vorlage:Klade/Wartung/3 Vorlage:Klade/Wartung/4 |                                           |

|  | Bachstelze (8 Unterarten untersucht) |
|  |                                      |
|  | Japanstelze (Motacilla grandis) 2    |
|  |                                      |

|                                                 | Japanstelze (Motacilla grandis) 1         |
|                                                 |                                           |
|                                                 | Mamulastelze (Motacilla maderaspratensis) |
|                                                 |                                           |
|                                                 | Mekongstelze (M. samveasnae)              |
|                                                 |                                           |
|                                                 | Witwenstelze (M. aguimp vidua)            |
| Vorlage:Klade/Wartung/3 Vorlage:Klade/Wartung/4 |                                           |

|  | Bachstelze (8 Unterarten untersucht) |
|  |                                      |
|  | Japanstelze (Motacilla grandis) 2    |
|  |                                      |

|  | Zitronenstelze (M. citreola calcarata) |
|  |                                        |
|  | Zitronenstelze (M. citreola citreola)  |
|  |                                        |

|                                                 | Japanstelze (Motacilla grandis) 1         |
|                                                 |                                           |
|                                                 | Mamulastelze (Motacilla maderaspratensis) |
|                                                 |                                           |
|                                                 | Mekongstelze (M. samveasnae)              |
|                                                 |                                           |
|                                                 | Witwenstelze (M. aguimp vidua)            |
| Vorlage:Klade/Wartung/3 Vorlage:Klade/Wartung/4 |                                           |

|  | Bachstelze (8 Unterarten untersucht) |
|  |                                      |
|  | Japanstelze (Motacilla grandis) 2    |
|  |                                      |

|                                                 | Japanstelze (Motacilla grandis) 1         |
|                                                 |                                           |
|                                                 | Mamulastelze (Motacilla maderaspratensis) |
|                                                 |                                           |
|                                                 | Mekongstelze (M. samveasnae)              |
|                                                 |                                           |
|                                                 | Witwenstelze (M. aguimp vidua)            |
| Vorlage:Klade/Wartung/3 Vorlage:Klade/Wartung/4 |                                           |

|  | Bachstelze (8 Unterarten untersucht) |
|  |                                      |
|  | Japanstelze (Motacilla grandis) 2    |
|  |                                      |

|  | Zitronenstelze (M. citreola calcarata) |
|  |                                        |
|  | Zitronenstelze (M. citreola citreola)  |
|  |                                        |

|                                                 | Japanstelze (Motacilla grandis) 1         |
|                                                 |                                           |
|                                                 | Mamulastelze (Motacilla maderaspratensis) |
|                                                 |                                           |
|                                                 | Mekongstelze (M. samveasnae)              |
|                                                 |                                           |
|                                                 | Witwenstelze (M. aguimp vidua)            |
| Vorlage:Klade/Wartung/3 Vorlage:Klade/Wartung/4 |                                           |

|  | Bachstelze (8 Unterarten untersucht) |
|  |                                      |
|  | Japanstelze (Motacilla grandis) 2    |
|  |                                      |

|                                                 | Japanstelze (Motacilla grandis) 1         |
|                                                 |                                           |
|                                                 | Mamulastelze (Motacilla maderaspratensis) |
|                                                 |                                           |
|                                                 | Mekongstelze (M. samveasnae)              |
|                                                 |                                           |
|                                                 | Witwenstelze (M. aguimp vidua)            |
| Vorlage:Klade/Wartung/3 Vorlage:Klade/Wartung/4 |                                           |

|  | Bachstelze (8 Unterarten untersucht) |
|  |                                      |
|  | Japanstelze (Motacilla grandis) 2    |
|  |                                      |

|  | Zitronenstelze (M. citreola calcarata) |
|  |                                        |
|  | Zitronenstelze (M. citreola citreola)  |
|  |                                        |

|                                                 | Japanstelze (Motacilla grandis) 1         |
|                                                 |                                           |
|                                                 | Mamulastelze (Motacilla maderaspratensis) |
|                                                 |                                           |
|                                                 | Mekongstelze (M. samveasnae)              |
|                                                 |                                           |
|                                                 | Witwenstelze (M. aguimp vidua)            |
| Vorlage:Klade/Wartung/3 Vorlage:Klade/Wartung/4 |                                           |

|  | Bachstelze (8 Unterarten untersucht) |
|  |                                      |
|  | Japanstelze (Motacilla grandis) 2    |
|  |                                      |

|                                                 | Japanstelze (Motacilla grandis) 1         |
|                                                 |                                           |
|                                                 | Mamulastelze (Motacilla maderaspratensis) |
|                                                 |                                           |
|                                                 | Mekongstelze (M. samveasnae)              |
|                                                 |                                           |
|                                                 | Witwenstelze (M. aguimp vidua)            |
| Vorlage:Klade/Wartung/3 Vorlage:Klade/Wartung/4 |                                           |

|  | Bachstelze (8 Unterarten untersucht) |
|  |                                      |
|  | Japanstelze (Motacilla grandis) 2    |
|  |                                      |

|                         | Madagaskarstelze (M. flaviventris)      |
|                         |                                         |
|                         | Kapstelze (M. capensis capensis)        |
|                         |                                         |
|                         | Langschwanzstelze (M. clara torrentium) |
| Vorlage:Klade/Wartung/3 |                                         |

|  | Gebirgsstelze (M. cinerea cinerea)     |
|  |                                        |
|  | Tschuktschenstelze (M. tschutschensis) |
|  |                                        |

|                         | Madagaskarstelze (M. flaviventris)      |
|                         |                                         |
|                         | Kapstelze (M. capensis capensis)        |
|                         |                                         |
|                         | Langschwanzstelze (M. clara torrentium) |
| Vorlage:Klade/Wartung/3 |                                         |

|  | Gebirgsstelze (M. cinerea cinerea)     |
|  |                                        |
|  | Tschuktschenstelze (M. tschutschensis) |
|  |                                        |

|  | Zitronenstelze (M. citreola calcarata) |
|  |                                        |
|  | Zitronenstelze (M. citreola citreola)  |
|  |                                        |

|                                                 | Japanstelze (Motacilla grandis) 1         |
|                                                 |                                           |
|                                                 | Mamulastelze (Motacilla maderaspratensis) |
|                                                 |                                           |
|                                                 | Mekongstelze (M. samveasnae)              |
|                                                 |                                           |
|                                                 | Witwenstelze (M. aguimp vidua)            |
| Vorlage:Klade/Wartung/3 Vorlage:Klade/Wartung/4 |                                           |

|  | Bachstelze (8 Unterarten untersucht) |
|  |                                      |
|  | Japanstelze (Motacilla grandis) 2    |
|  |                                      |

|                                                 | Japanstelze (Motacilla grandis) 1         |
|                                                 |                                           |
|                                                 | Mamulastelze (Motacilla maderaspratensis) |
|                                                 |                                           |
|                                                 | Mekongstelze (M. samveasnae)              |
|                                                 |                                           |
|                                                 | Witwenstelze (M. aguimp vidua)            |
| Vorlage:Klade/Wartung/3 Vorlage:Klade/Wartung/4 |                                           |

|  | Bachstelze (8 Unterarten untersucht) |
|  |                                      |
|  | Japanstelze (Motacilla grandis) 2    |
|  |                                      |

|  | Zitronenstelze (M. citreola calcarata) |
|  |                                        |
|  | Zitronenstelze (M. citreola citreola)  |
|  |                                        |

|                                                 | Japanstelze (Motacilla grandis) 1         |
|                                                 |                                           |
|                                                 | Mamulastelze (Motacilla maderaspratensis) |
|                                                 |                                           |
|                                                 | Mekongstelze (M. samveasnae)              |
|                                                 |                                           |
|                                                 | Witwenstelze (M. aguimp vidua)            |
| Vorlage:Klade/Wartung/3 Vorlage:Klade/Wartung/4 |                                           |

|  | Bachstelze (8 Unterarten untersucht) |
|  |                                      |
|  | Japanstelze (Motacilla grandis) 2    |
|  |                                      |

|                                                 | Japanstelze (Motacilla grandis) 1         |
|                                                 |                                           |
|                                                 | Mamulastelze (Motacilla maderaspratensis) |
|                                                 |                                           |
|                                                 | Mekongstelze (M. samveasnae)              |
|                                                 |                                           |
|                                                 | Witwenstelze (M. aguimp vidua)            |
| Vorlage:Klade/Wartung/3 Vorlage:Klade/Wartung/4 |                                           |

|  | Bachstelze (8 Unterarten untersucht) |
|  |                                      |
|  | Japanstelze (Motacilla grandis) 2    |
|  |                                      |

|  | Zitronenstelze (M. citreola calcarata) |
|  |                                        |
|  | Zitronenstelze (M. citreola citreola)  |
|  |                                        |

|                                                 | Japanstelze (Motacilla grandis) 1         |
|                                                 |                                           |
|                                                 | Mamulastelze (Motacilla maderaspratensis) |
|                                                 |                                           |
|                                                 | Mekongstelze (M. samveasnae)              |
|                                                 |                                           |
|                                                 | Witwenstelze (M. aguimp vidua)            |
| Vorlage:Klade/Wartung/3 Vorlage:Klade/Wartung/4 |                                           |

|  | Bachstelze (8 Unterarten untersucht) |
|  |                                      |
|  | Japanstelze (Motacilla grandis) 2    |
|  |                                      |

|                                                 | Japanstelze (Motacilla grandis) 1         |
|                                                 |                                           |
|                                                 | Mamulastelze (Motacilla maderaspratensis) |
|                                                 |                                           |
|                                                 | Mekongstelze (M. samveasnae)              |
|                                                 |                                           |
|                                                 | Witwenstelze (M. aguimp vidua)            |
| Vorlage:Klade/Wartung/3 Vorlage:Klade/Wartung/4 |                                           |

|  | Bachstelze (8 Unterarten untersucht) |
|  |                                      |
|  | Japanstelze (Motacilla grandis) 2    |
|  |                                      |

|  | Zitronenstelze (M. citreola calcarata) |
|  |                                        |
|  | Zitronenstelze (M. citreola citreola)  |
|  |                                        |

|                                                 | Japanstelze (Motacilla grandis) 1         |
|                                                 |                                           |
|                                                 | Mamulastelze (Motacilla maderaspratensis) |
|                                                 |                                           |
|                                                 | Mekongstelze (M. samveasnae)              |
|                                                 |                                           |
|                                                 | Witwenstelze (M. aguimp vidua)            |
| Vorlage:Klade/Wartung/3 Vorlage:Klade/Wartung/4 |                                           |

|  | Bachstelze (8 Unterarten untersucht) |
|  |                                      |
|  | Japanstelze (Motacilla grandis) 2    |
|  |                                      |

|                                                 | Japanstelze (Motacilla grandis) 1         |
|                                                 |                                           |
|                                                 | Mamulastelze (Motacilla maderaspratensis) |
|                                                 |                                           |
|                                                 | Mekongstelze (M. samveasnae)              |
|                                                 |                                           |
|                                                 | Witwenstelze (M. aguimp vidua)            |
| Vorlage:Klade/Wartung/3 Vorlage:Klade/Wartung/4 |                                           |

|  | Bachstelze (8 Unterarten untersucht) |
|  |                                      |
|  | Japanstelze (Motacilla grandis) 2    |
|  |                                      |

|                         | Madagaskarstelze (M. flaviventris)      |
|                         |                                         |
|                         | Kapstelze (M. capensis capensis)        |
|                         |                                         |
|                         | Langschwanzstelze (M. clara torrentium) |
| Vorlage:Klade/Wartung/3 |                                         |

|  | Gebirgsstelze (M. cinerea cinerea)     |
|  |                                        |
|  | Tschuktschenstelze (M. tschutschensis) |
|  |                                        |

|                         | Madagaskarstelze (M. flaviventris)      |
|                         |                                         |
|                         | Kapstelze (M. capensis capensis)        |
|                         |                                         |
|                         | Langschwanzstelze (M. clara torrentium) |
| Vorlage:Klade/Wartung/3 |                                         |

|  | Gebirgsstelze (M. cinerea cinerea)     |
|  |                                        |
|  | Tschuktschenstelze (M. tschutschensis) |
|  |                                        |

|  | Zitronenstelze (M. citreola calcarata) |
|  |                                        |
|  | Zitronenstelze (M. citreola citreola)  |
|  |                                        |

|                                                 | Japanstelze (Motacilla grandis) 1         |
|                                                 |                                           |
|                                                 | Mamulastelze (Motacilla maderaspratensis) |
|                                                 |                                           |
|                                                 | Mekongstelze (M. samveasnae)              |
|                                                 |                                           |
|                                                 | Witwenstelze (M. aguimp vidua)            |
| Vorlage:Klade/Wartung/3 Vorlage:Klade/Wartung/4 |                                           |

|  | Bachstelze (8 Unterarten untersucht) |
|  |                                      |
|  | Japanstelze (Motacilla grandis) 2    |
|  |                                      |

|                                                 | Japanstelze (Motacilla grandis) 1         |
|                                                 |                                           |
|                                                 | Mamulastelze (Motacilla maderaspratensis) |
|                                                 |                                           |
|                                                 | Mekongstelze (M. samveasnae)              |
|                                                 |                                           |
|                                                 | Witwenstelze (M. aguimp vidua)            |
| Vorlage:Klade/Wartung/3 Vorlage:Klade/Wartung/4 |                                           |

|  | Bachstelze (8 Unterarten untersucht) |
|  |                                      |
|  | Japanstelze (Motacilla grandis) 2    |
|  |                                      |

|  | Zitronenstelze (M. citreola calcarata) |
|  |                                        |
|  | Zitronenstelze (M. citreola citreola)  |
|  |                                        |

|                                                 | Japanstelze (Motacilla grandis) 1         |
|                                                 |                                           |
|                                                 | Mamulastelze (Motacilla maderaspratensis) |
|                                                 |                                           |
|                                                 | Mekongstelze (M. samveasnae)              |
|                                                 |                                           |
|                                                 | Witwenstelze (M. aguimp vidua)            |
| Vorlage:Klade/Wartung/3 Vorlage:Klade/Wartung/4 |                                           |

|  | Bachstelze (8 Unterarten untersucht) |
|  |                                      |
|  | Japanstelze (Motacilla grandis) 2    |
|  |                                      |

|                                                 | Japanstelze (Motacilla grandis) 1         |
|                                                 |                                           |
|                                                 | Mamulastelze (Motacilla maderaspratensis) |
|                                                 |                                           |
|                                                 | Mekongstelze (M. samveasnae)              |
|                                                 |                                           |
|                                                 | Witwenstelze (M. aguimp vidua)            |
| Vorlage:Klade/Wartung/3 Vorlage:Klade/Wartung/4 |                                           |

|  | Bachstelze (8 Unterarten untersucht) |
|  |                                      |
|  | Japanstelze (Motacilla grandis) 2    |
|  |                                      |

|  | Zitronenstelze (M. citreola calcarata) |
|  |                                        |
|  | Zitronenstelze (M. citreola citreola)  |
|  |                                        |

|                                                 | Japanstelze (Motacilla grandis) 1         |
|                                                 |                                           |
|                                                 | Mamulastelze (Motacilla maderaspratensis) |
|                                                 |                                           |
|                                                 | Mekongstelze (M. samveasnae)              |
|                                                 |                                           |
|                                                 | Witwenstelze (M. aguimp vidua)            |
| Vorlage:Klade/Wartung/3 Vorlage:Klade/Wartung/4 |                                           |

|  | Bachstelze (8 Unterarten untersucht) |
|  |                                      |
|  | Japanstelze (Motacilla grandis) 2    |
|  |                                      |

|                                                 | Japanstelze (Motacilla grandis) 1         |
|                                                 |                                           |
|                                                 | Mamulastelze (Motacilla maderaspratensis) |
|                                                 |                                           |
|                                                 | Mekongstelze (M. samveasnae)              |
|                                                 |                                           |
|                                                 | Witwenstelze (M. aguimp vidua)            |
| Vorlage:Klade/Wartung/3 Vorlage:Klade/Wartung/4 |                                           |

|  | Bachstelze (8 Unterarten untersucht) |
|  |                                      |
|  | Japanstelze (Motacilla grandis) 2    |
|  |                                      |

|  | Zitronenstelze (M. citreola calcarata) |
|  |                                        |
|  | Zitronenstelze (M. citreola citreola)  |
|  |                                        |

|                                                 | Japanstelze (Motacilla grandis) 1         |
|                                                 |                                           |
|                                                 | Mamulastelze (Motacilla maderaspratensis) |
|                                                 |                                           |
|                                                 | Mekongstelze (M. samveasnae)              |
|                                                 |                                           |
|                                                 | Witwenstelze (M. aguimp vidua)            |
| Vorlage:Klade/Wartung/3 Vorlage:Klade/Wartung/4 |                                           |

|  | Bachstelze (8 Unterarten untersucht) |
|  |                                      |
|  | Japanstelze (Motacilla grandis) 2    |
|  |                                      |

|                                                 | Japanstelze (Motacilla grandis) 1         |
|                                                 |                                           |
|                                                 | Mamulastelze (Motacilla maderaspratensis) |
|                                                 |                                           |
|                                                 | Mekongstelze (M. samveasnae)              |
|                                                 |                                           |
|                                                 | Witwenstelze (M. aguimp vidua)            |
| Vorlage:Klade/Wartung/3 Vorlage:Klade/Wartung/4 |                                           |

|  | Bachstelze (8 Unterarten untersucht) |
|  |                                      |
|  | Japanstelze (Motacilla grandis) 2    |
|  |                                      |

|                         | Madagaskarstelze (M. flaviventris)      |
|                         |                                         |
|                         | Kapstelze (M. capensis capensis)        |
|                         |                                         |
|                         | Langschwanzstelze (M. clara torrentium) |
| Vorlage:Klade/Wartung/3 |                                         |

|  | Gebirgsstelze (M. cinerea cinerea)     |
|  |                                        |
|  | Tschuktschenstelze (M. tschutschensis) |
|  |                                        |

|                         | Madagaskarstelze (M. flaviventris)      |
|                         |                                         |
|                         | Kapstelze (M. capensis capensis)        |
|                         |                                         |
|                         | Langschwanzstelze (M. clara torrentium) |
| Vorlage:Klade/Wartung/3 |                                         |

|  | Gebirgsstelze (M. cinerea cinerea)     |
|  |                                        |
|  | Tschuktschenstelze (M. tschutschensis) |
|  |                                        |

|  | Zitronenstelze (M. citreola calcarata) |
|  |                                        |
|  | Zitronenstelze (M. citreola citreola)  |
|  |                                        |

|                                                 | Japanstelze (Motacilla grandis) 1         |
|                                                 |                                           |
|                                                 | Mamulastelze (Motacilla maderaspratensis) |
|                                                 |                                           |
|                                                 | Mekongstelze (M. samveasnae)              |
|                                                 |                                           |
|                                                 | Witwenstelze (M. aguimp vidua)            |
| Vorlage:Klade/Wartung/3 Vorlage:Klade/Wartung/4 |                                           |

|  | Bachstelze (8 Unterarten untersucht) |
|  |                                      |
|  | Japanstelze (Motacilla grandis) 2    |
|  |                                      |

|                                                 | Japanstelze (Motacilla grandis) 1         |
|                                                 |                                           |
|                                                 | Mamulastelze (Motacilla maderaspratensis) |
|                                                 |                                           |
|                                                 | Mekongstelze (M. samveasnae)              |
|                                                 |                                           |
|                                                 | Witwenstelze (M. aguimp vidua)            |
| Vorlage:Klade/Wartung/3 Vorlage:Klade/Wartung/4 |                                           |

|  | Bachstelze (8 Unterarten untersucht) |
|  |                                      |
|  | Japanstelze (Motacilla grandis) 2    |
|  |                                      |

|  | Zitronenstelze (M. citreola calcarata) |
|  |                                        |
|  | Zitronenstelze (M. citreola citreola)  |
|  |                                        |

|                                                 | Japanstelze (Motacilla grandis) 1         |
|                                                 |                                           |
|                                                 | Mamulastelze (Motacilla maderaspratensis) |
|                                                 |                                           |
|                                                 | Mekongstelze (M. samveasnae)              |
|                                                 |                                           |
|                                                 | Witwenstelze (M. aguimp vidua)            |
| Vorlage:Klade/Wartung/3 Vorlage:Klade/Wartung/4 |                                           |

|  | Bachstelze (8 Unterarten untersucht) |
|  |                                      |
|  | Japanstelze (Motacilla grandis) 2    |
|  |                                      |

|                                                 | Japanstelze (Motacilla grandis) 1         |
|                                                 |                                           |
|                                                 | Mamulastelze (Motacilla maderaspratensis) |
|                                                 |                                           |
|                                                 | Mekongstelze (M. samveasnae)              |
|                                                 |                                           |
|                                                 | Witwenstelze (M. aguimp vidua)            |
| Vorlage:Klade/Wartung/3 Vorlage:Klade/Wartung/4 |                                           |

|  | Bachstelze (8 Unterarten untersucht) |
|  |                                      |
|  | Japanstelze (Motacilla grandis) 2    |
|  |                                      |

|  | Zitronenstelze (M. citreola calcarata) |
|  |                                        |
|  | Zitronenstelze (M. citreola citreola)  |
|  |                                        |

|                                                 | Japanstelze (Motacilla grandis) 1         |
|                                                 |                                           |
|                                                 | Mamulastelze (Motacilla maderaspratensis) |
|                                                 |                                           |
|                                                 | Mekongstelze (M. samveasnae)              |
|                                                 |                                           |
|                                                 | Witwenstelze (M. aguimp vidua)            |
| Vorlage:Klade/Wartung/3 Vorlage:Klade/Wartung/4 |                                           |

|  | Bachstelze (8 Unterarten untersucht) |
|  |                                      |
|  | Japanstelze (Motacilla grandis) 2    |
|  |                                      |

|                                                 | Japanstelze (Motacilla grandis) 1         |
|                                                 |                                           |
|                                                 | Mamulastelze (Motacilla maderaspratensis) |
|                                                 |                                           |
|                                                 | Mekongstelze (M. samveasnae)              |
|                                                 |                                           |
|                                                 | Witwenstelze (M. aguimp vidua)            |
| Vorlage:Klade/Wartung/3 Vorlage:Klade/Wartung/4 |                                           |

|  | Bachstelze (8 Unterarten untersucht) |
|  |                                      |
|  | Japanstelze (Motacilla grandis) 2    |
|  |                                      |

|  | Zitronenstelze (M. citreola calcarata) |
|  |                                        |
|  | Zitronenstelze (M. citreola citreola)  |
|  |                                        |

|                                                 | Japanstelze (Motacilla grandis) 1         |
|                                                 |                                           |
|                                                 | Mamulastelze (Motacilla maderaspratensis) |
|                                                 |                                           |
|                                                 | Mekongstelze (M. samveasnae)              |
|                                                 |                                           |
|                                                 | Witwenstelze (M. aguimp vidua)            |
| Vorlage:Klade/Wartung/3 Vorlage:Klade/Wartung/4 |                                           |

|  | Bachstelze (8 Unterarten untersucht) |
|  |                                      |
|  | Japanstelze (Motacilla grandis) 2    |
|  |                                      |

|                                                 | Japanstelze (Motacilla grandis) 1         |
|                                                 |                                           |
|                                                 | Mamulastelze (Motacilla maderaspratensis) |
|                                                 |                                           |
|                                                 | Mekongstelze (M. samveasnae)              |
|                                                 |                                           |
|                                                 | Witwenstelze (M. aguimp vidua)            |
| Vorlage:Klade/Wartung/3 Vorlage:Klade/Wartung/4 |                                           |

|  | Bachstelze (8 Unterarten untersucht) |
|  |                                      |
|  | Japanstelze (Motacilla grandis) 2    |
|  |                                      |

Für die Bachstelze bedeutet dies, dass das Taxon offenbar monophyletisch ist, obwohl die interne Systematik teils weiterhin ungeklärt bleibt. Die schwarz-weißen Stelzenarten Eurasiens (Bach-, Mamula-, Japan- und Mekongstelze) bilden zudem offenbar mit der afrikanischen Witwenstelze eine monophyletische Gruppe. Dem widersprechen jedoch die Ergebnisse bezüglich der mitochondrialen DNA, die eine entferntere Verwandtschaft der Witwenstelze mit den übrigen schwarzweißen Arten nahelegt, die letzteren aber in die Nähe der übrigen eurasischen Arten rückt.
Besondere Problemstellungen ergeben sich bei der Schaf- und der Zitronenstelze. Bei der ersteren Art zeigt sich sowohl aufgrund von Untersuchungen der mitochondrialen als auch der nukleären DNA ein deutlicher Bruch zwischen einer westlichen und einer östlichen Gruppe. Letztere ist offenbar näher mit der Zitronenstelze verwandt als mit den westlichen Schafstelzen. Bei der Zitronenstelze hingegen legen weitere Untersuchungen der mitochondrialen DNA nahe, dass es sich bei der Art um ein paraphyletisches Taxon handelt und die beiden Unterarten Artstatus verdienen, wiewohl Untersuchungen der nukleären DNA dagegen sprechen. Manche Autoren wie auch die International Ornithologists’ Union erkennen heute die östlichen Unterarten der Schafstelze tschutschensis, macronyx und taivanensis als eigene Art (Tschuktschenstelze, Motacilla tschutschensis) an, andere billigen sogar allen dreien Artstatus zu. Die IUCN folgte dem bislang nicht.

## Namen
Als Gattungsbezeichnung benutzte Linné die alte lateinische Bezeichnung Motacilla, die auch schon bei Varro und später bei Conrad Gessner zu finden ist. Die Etymologie dieses Wortes ist ungeklärt – insbesondere da die naheliegende Übersetzung der Bestandteile mit motus (= bewegt) und cillere (spätlat. für schnell bewegen) ein Pleonasmus wäre. Ob sich also der Name wirklich – wie eine Textstelle bei Varro (Motacilla quod semper movit caudam) impliziert – auf die Bewegung des Schwanzes und überhaupt auf diese Gattung bezieht, ist nicht eindeutig belegbar.
Umstritten ist auch, ob die deutsche Bezeichnung Stelze wirklich auf die schreitende Fortbewegung und das hochbeinige Waten im Wasser zurückzuführen ist. Andere ziehen als Erklärung der Herkunft den althochdeutschen Namen der Bachstelze wagistarz (= Wackelschwanz) heran, der sich über die Jahrhunderte zu Wasserstelze umgebildet haben soll. Diese Herkunft würde auch der Bedeutung der Namen in anderen Sprachen wie niederdeutsch Wippsteert, engl. wagtail, ital. squassacoda oder frz. hochequeue entsprechen.

## Arten
- Schafstelze (Motacilla flava)
- Zitronenstelze (Motacilla citreola)
- Kapstelze (Motacilla capensis)
- Madagaskarstelze (Motacilla flaviventris)
- Gebirgsstelze (Motacilla cinerea)
- Langschwanzstelze (Motacilla clara)
- Bachstelze (Motacilla alba)
- Japanstelze (Motacilla grandis)
- Mamulastelze (Motacilla maderaspatensis)
- Witwenstelze (Motacilla aguimp)
- Mekongstelze (Motacilla samveasnae)